# DJ Gruff
DJ Gruff, noto anche come Gruffetti o Lowdy N.C.N., pseudonimo di Sandro Orrù (Roma, 8 gennaio 1968), è un rapper, disc jockey, beatmaker e turntablist italiano conosciuto per la sua originalità nell’interpretare le tecniche dello scratch e del rap.
Ha fatto parte di diversi gruppi come i The place to be, i Casino Royale, i Radical Stuff e gli Isola Posse All Stars. Inoltre, è tra i fondatori dei Sangue Misto con cui ha realizzato l’album SxM nel 1994, considerato una pietra miliare dell'hip hop italiano. Dal 1996 collabora con il collettivo di DJ Alien Army.

## Carriera
Inizia a cimentarsi coi primi dischi nel 1982; un anno dopo scopre il mondo dell’hip hop e si appassiona al rap e al breaking. Nel 1984 il suo rap improvvisato e irriverente, esclusivamente in lingua e dialetti italiani, inizia a farsi largo nei circoli di breakers che frequenta. Le prime serate in qualche locale torinese lo portano ad inventarsi un modo originale di proporre musica, con una serie di mixtapes e allenamenti di scratch su un mixer. Nel 1986 inizia a frequentare l’hip hop milanese e, oltre a collaborare con i Casino Royale, nel 1986 entra nel gruppo Radical Stuff (chiamata inizialmente Fresh Press Crew). In quegli anni partecipa a un gran numero di jam session.
Nei primi anni Novanta, DJ Gruff si sposta a Bologna per una collaborazione con l'Isola Posse All Stars; due anni dopo, da quel gruppo sono nati i Sangue Misto. Il loro album in studio, SxM, uscito nel 1994 per l'etichetta Century Vox, è considerato una pietra miliare dell’hip hop italiano. In seguito, i tre artisti si sono dedicati a progetti solisti e separati.
Nel 1995 Gruff si sposta in Puglia, in cui rimane tre anni. Nel 2001 si trasferisce in Giappone dove continua a studiare le tecniche del giradischi; esperienza che lo porta a produrre l'album Frikkettonism, registrato, mixato e stampato a Tokyo. Nel 2014, l’incontro con il trombonista Gianluca Petrella dà origine ad una collaborazione sperimentale dove rap, scratch e jazz si incontrano in un sodalizio artistico.
Nel 2019 esce l'album August11th di DJ Gruff & RayZa prodotto con Gianluca Petrella e con vari featuring. L’album è un omaggio alla cultura hip-hop, la cui data di nascita risale per convenzione proprio all'11 agosto del 1973.

### Rapporti con gli Articolo 31
Dopo aver pubblicato i dissing 1 vs 2, Sucker per sempre, brani in cui DJ Gruff esprime in modo colorito il dissenso nei confronti del gruppo hip hop/crossover Articolo 31, il 27 luglio 2010 viene pubblicata su YouTube una traccia chiamata Il mio nemico, in cui cantano sia l'ex voce degli Articolo 31 che DJ Gruff, dimostrando così di non essere più in disaccordo come accadeva nel decennio precedente. Nel 2011 esce (sempre prodotta da Fabio B) una seconda traccia dal nome Vergogna (The Anthem), in cui i due artisti rispondono alle polemiche scatenate dalla loro precedente riappacificazione.

## Discografia

### Album in studio
- 1993 – Rapadopa
- 1996 – Zero Stress
- 1999 – O tutto o niente
- 2001 – Karasau Kid
- 2002 – Lowdy '82 / '03
- 2002 – Svarioni premeditati
- 2002 – Tiffititaff
- 2004 – Frikkettonism
- 2005 – Uno
- 2009 – Sandro O B
- 2011 – Phonogruff
- 2019 - August 11th (con RayZa)

### Raccolte
- 2002 – The Worst Hits of Gruffettalco

### Con i Radical Stuff
- 1989 – Let's Get Dizzy

### Con gli Isola Posse All Stars
- 1992 – Passaparola

### Con i Sangue Misto
- 1994 – SxM

### Con gli Alien Army
- 1996 – Il contatto
- 1999 – Orgasmi meccanici
- 1999 – Mono spettacolare
- 1999 – Alien Army (12")

### Con Svez
- 2004 – Maserio P a D

### Con DJ Tayone
- 2001 – Scientific Experiment
- 2008 – Gruffetti e Tayog - Dailaloma pt2

### Con Menhir
- 2003 – Pecorino Sardo

### Singoli
- 2002 – La coreografia (7")
- 2002 – La formula (7")
- 2008 – Viene e Va
- 2024 - Manchi solo Tu

### EP
- 1994 – La Musica (12")
- 1998 – Il suono della strada
- 1998 – Tre Tocchi Vol. 1
- 1998 – Tre Tocchi Vol. 2
- 1998 – Tre Tocchi Vol. 3
- 2002 – Kaedaman
- 2003 – Kazsudonia
- 2005 – Valvascratch
- 2008 – Bastard

### Collaborazioni
- 1992 – Sfida il buio / Questione di stile (con Speaker Dee Mo)
- 1996 – Messaggeri Pt.2 (nell'album Neffa & i messaggeri della dopa di Neffa)
- 1996 - Black Hole (in Fastidio di Kaos)
- 1998 - Sucker per sempre e 1 VS 2 (nell'album Fritz da Cat di Fritz da Cat, accreditato come Cantabal in "Sucker per sempre")
- 1998 - Solo fumo (in 107 elementi di Neffa)
- 2002 – Pecorino Sardo (con i Menhir)
- 13 bastardi - Ma che ne so
- La Valle del 3 (30 dj da tutta Italia scratchano sopra i Beat di DJ Gruff e DJ Skizo arrangiamenti e mixaggio di ZapaN)
- Kerosene (con DJ 2P, Delivery Vibes)